# Tomasz Kłos
Tomasz Kłos (Zgierz, 7 de Março de 1973) é um futebolista polonês.
Começou no ŁKS Łódź (1995-1998), AJ Auxerre (1998-2000), 1. FC Kaiserslautern (2000-2003) e Wisla Krakow (2003-) Pela seleção polonesa, Klos jogou 67 vezes, marcando 6 gols e participando da Copa de 2002.